# The Soul Exchange
The Soul Exchange är ett svenskt rocksband med influenser från 1970-talets hårdrock 

## Bakgrund
Gitarristen och låtskrivaren Hans von Bell arbetade under år 2013 på ett soloalbum tillsammans med textförfattaren Jens Joel Evaldsson. Under år 2014 spelades detta soloalbum in tillsammans med studiomusiker och det släpptes i januari 2015.
von Bell Evaldsson fortsatte att skriva låtar och spelade tillsammans med trummisen Derek Wilson in ett antal demo-låtar och bildade 2016 The Soul Exchange med Hans von Bell på gitarr, Thomas von Bell på gitarr, Daniel John på sång och Patrik Ekelöf på bas. Hösten 2016 tillkom Benny White på trummor och bandet spelade in sitt debutalbum Bloodbound 2016 med producenten Magnus Tank Ljungqvist.

## Medlemmar
- Daniel John – sång, piano, körer och text
- Hans von Bell – gitarr
- Patrik Ekelöf – basgitarr

## Diskografi
Studioalbum
- Memories or illusions (2021, Ninetone records)
- Edge Of Sanity (2018, Pride&Joy Music)
- Bloodbound (2017, Mervilton Records)

EP
- Vow Of Seth (2017, Pride & Joy Music)

Singlar
- You're wrong (2021, Ninetone records)
- Condemned (2021, Ninetone records)
- We all burn (2021, Ninetone records)
- Oblivion (2021, Ninetone records)
- Stealing My Mind (2018, Pride & Joy Music)
- Vow Of Seth (2017, Pride & Joy Music)
- Life Eternal (2017, Mervilton Records)
- Left Behind (2016, Mervilton Records)